# Браун, Рон (легкоатлет)
Рон Браун (англ. Ron Brown; род. 31 марта 1961) — американский легкоатлет, специализирующийся на спринте, олимпийский чемпион 1984 года.

## Биография
Браун пробежал второй этап в эстафетной команде 4×100 метров, благодаря которой выиграл золотую медаль и установил мировой рекорд на летних Олимпийских играх 1984 года в Лос-Анджелесе со временем 37,83 секунды.
Браун также соревновался на дистанциях 60 метров, 100 метров и 200 метров, показав личные рекорды 6,64 секунды, 10,01 секунды и 20,44 секунды соответственно.